# یاسین مزلینی
یاسین مزلینی (انگلیسی: Yassine Mezlini؛ زادهٔ ۴ نوامبر ۱۹۶۲) بازیکن والیبال اهل تونس بود.